# Thomas Kammerlander
Thomas Kammerlander (13 febbraio 1990) è un ex slittinista austriaco, specialista dello slittino su pista naturale.

## Palmarès

### Mondiali su pista naturale
- 8 medaglie:
  - 2 ori (gara a squadre a Vatra Dornei 2017; singolo a Umhausen 2021)
  - 4 argenti (singolo a Moso in Passiria 2009; singolo, gara a squadre a Lazfons 2019; gara a squadre a Umhausen 2021)
  - 2 bronzi (singolo a Vatra Dornei 2017; singolo a Nova Ponente 2023)

### Europei su pista naturale
- 8 medaglie:
  - 4 ori (gara a squadre a Sankt Sebastian 2010; singolo a Moso in Passiria 2016; singolo e gara a squadre a Winterleiten 2018)
  - 3 argenti (singolo a Sankt Sebastian 2010; singolo a Umhausen 2014; gara a squadre Moso in Passiria 2016)
  - 1 bronzo (gara a squadre a Umhausen 2014)

### Mondiali juniores su pista naturale
- 2 medaglie:
  - 1 oro (doppio a Nova Ponente 2010)
  - 1 bronzo (singolo a Nova Ponente 2010)

### Europei juniores su pista naturale
- 2 medaglie:
  - 1 oro (doppio a Longiarù 2009)
  - 1 bronzo (singolo a Longiarù 2009)

### Campionati austriaci su pista naturale
- 10 medaglie:
  - 10 ori (9 in singolo, 1 in doppio)

### Coppa del Mondo su pista naturale

#### Gare individuali
- Vincitore della Coppa del Mondo del singolo nel 2017, 2018, 2019, 2020 e nel 2023
- 61 podi:
  - 27 vittorie
  - 14 secondi posti
  - 20 terzi posti

| Data             | Luogo            | Paese   | Specialità |
| ---------------- | ---------------- | ------- | ---------- |
| 4 febbraio 2007  | Umhausen         | Austria | Singolo    |
| 13 gennaio 2013  | Moso in Passiria | Italia  | Singolo    |
| 5 gennaio 2014   | Alpe di Siusi    | Italia  | Singolo    |
| 19 febbraio 2014 | Vatra Dornei     | Romania | Singolo    |
| 15 febbraio 2016 | Umhausen         | Austria | Singolo    |
| 15 febbraio 2016 | Mosca            | Russia  | Singolo    |
| 13 gennaio 2017  | Mosca            | Russia  | Singolo    |
| 15 gennaio 2017  | Mosca            | Russia  | Singolo    |
| 18 febbraio 2017 | Umhausen         | Austria | Singolo    |
| 3 dicembre 2017  | Kühtai           | Austria | Singolo    |
| 21 gennaio 2018  | Sankt Sebastian  | Austria | Singolo    |
| 17 febbraio 2018 | Umhausen         | Austria | Singolo    |
| 12 gennaio 2019  | Obdach           | Austria | Singolo    |
| 16 gennaio 2019  | Mosca            | Russia  | Singolo    |
| 10 febbraio 2019 | Vatra Dornei     | Romania | Singolo    |
| 26 gennaio 2020  | Nova Ponente     | Italia  | Singolo    |
| 15 febbraio 2020 | Umhausen         | Austria | Singolo    |
| 15 gennaio 2021  | Moso in Passiria | Italia  | Singolo    |
| 17 gennaio 2021  | Moso in Passiria | Italia  | Singolo    |
| 9 febbraio 2021  | Lasa             | Italia  | Singolo    |
| 10 febbraio 2021 | Lasa             | Italia  | Singolo    |
| 16 dicembre 2022 | Obdach           | Austria | Singolo    |
| 15 gennaio 2023  | Valgiovo         | Italia  | Singolo    |
| 18 febbraio 2023 | Umhausen         | Austria | Singolo    |
| 19 febbraio 2023 | Umhausen         | Austria | Singolo    |

#### Gare di squadra
- 24 podi:
  - 2 vittorie
  - 15 secondi posti
  - 7 terzi posti

| Data             | Luogo    | Paese   | Specialità                                                 |
| ---------------- | -------- | ------- | ---------------------------------------------------------- |
| 12 gennaio 2019  | Obdach   | Austria | Staffetta a squadre con Tina Unterberger e Michael Scheikl |
| 15 febbraio 2020 | Umhausen | Austria | Staffetta a squadre con Tina Unterberger                   |

## Statistiche

### Coppa del Mondo su pista naturale - Singolo
| Stagione | Età | Classifica | Gare | Vittorie | Podi | Punti     |
| -------- | --- | ---------- | ---- | -------- | ---- | --------- |
| 2007     | 17  | 6°         | 6    | 1        | 1    | 262 (292) |
| 2008     | 18  | 11°        | 4    | 0        | 0    | 172       |
| 2009     | 19  | 11°        | 6    | 0        | 0    | 160       |
| 2010     | 20  | 5°         | 6    | 0        | 2    | 291 (330) |
| 2011     | 21  | 10°        | 4    | 0        | 1    | 202       |
| 2012     | 22  | 6°         | 6    | 0        | 0    | 222       |
| 2013     | 23  | 3°         | 6    | 1        | 4    | 420       |
| 2014     | 24  | 2°         | 6    | 2        | 5    | 500       |
| 2015     | 25  | 5°         | 6    | 0        | 2    | 320       |
| 2016     | 26  | 3°         | 6    | 1        | 5    | 435       |
| 2017     | 27  | 1°         | 7    | 3        | 7    | 625       |
| 2018     | 28  | 1°         | 6    | 3        | 6    | 540       |
| 2019     | 29  | 1°         | 7    | 3        | 7    | 625       |
| 2020     | 30  | 1°         | 7    | 3        | 6    | 600       |
| 2021     | 31  | 4°         | 4    | 4        | 4    | 400       |
| 2022     | 32  | 2°         | 5    | 2        | 5    | 425       |
| 2023     | 33  | 1°         | 7    | 4        | 6    | 595       |
|          |     |            |      |          |      |           |
| Totale   | –   | –          | 99   | 27       | 61   | 6 794     |

(NNN): Tra parentesi i punti totali ottenuti in stagione quando vigeva la regola degli scarti.

### Campionati mondiali su pista naturale
- 8 medaglie – (2 ori, 4 argenti, 2 bronzi)

| Anno | Età | Località         | Singolo | Gara a squadre |
| ---- | --- | ---------------- | ------- | -------------- |
| 2007 | 17  | Grande Prairie   | 6°      | –              |
| 2009 | 19  | Moso in Passiria | Argento | –              |
| 2011 | 21  | Umhausen         | 4°      | –              |
| 2013 | 23  | Nova Ponente     | 5°      | –              |
| 2015 | 25  | Sankt Sebastian  | 4°      | non disputata  |
| 2017 | 27  | Vatra Dornei     | Bronzo  | Oro            |
| 2019 | 29  | Lazfons          | Argento | Argento        |
| 2021 | 31  | Umhausen         | Oro     | Argento        |
| 2023 | 33  | Nova Ponente     | Bronzo  | –              |

### Campionati europei su pista naturale
- 8 medaglie – (4 ori, 3 argenti, 1 bronzo)

| Anno | Età | Località         | Singolo | Doppio | Gara a squadre |
| ---- | --- | ---------------- | ------- | ------ | -------------- |
| 2006 | 16  | Umhausen         | 17°     | –      | non disputata  |
| 2008 | 18  | Valdaora         | 16°     | –      | non disputata  |
| 2010 | 20  | Sankt Sebastian  | Argento | 5°     | Oro            |
| 2012 | 22  | Novoural'sk      | 16°     | –      | –              |
| 2014 | 24  | Umhausen         | Argento | –      | Bronzo         |
| 2016 | 26  | Moso in Passiria | Oro     | –      | Argento        |
| 2018 | 28  | Obdach           | Oro     | –      | Oro            |
| 2020 | 30  | Mosca            | 9°      | –      | –              |
| 2022 | 32  | Lasa             | 5°      | –      | –              |